# Náplavový kužel

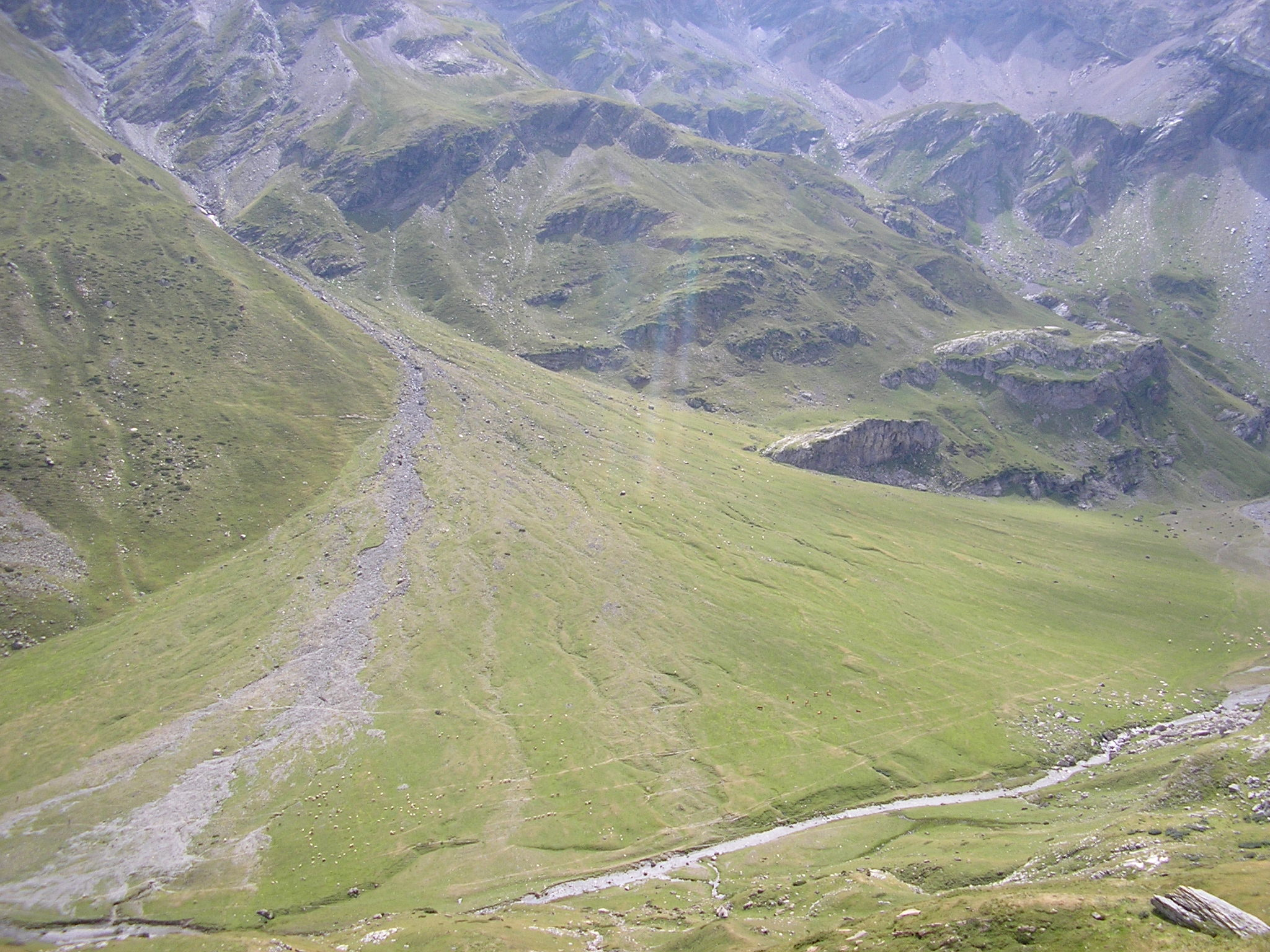
Náplavový kužel ve francouzských Pyrenejích

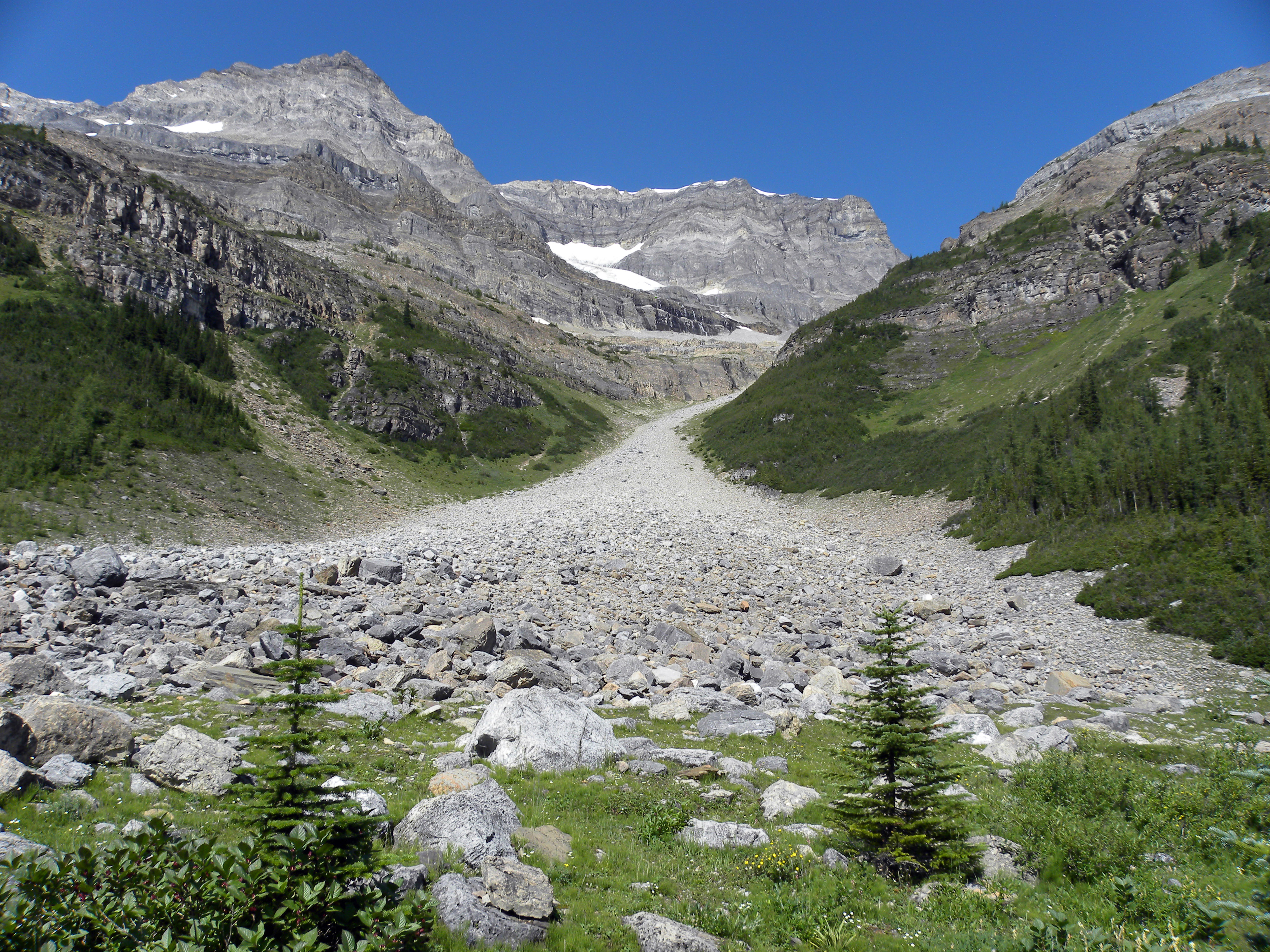
Náplavový kužel v Britské Kolumbii

Náplavový kužel (též dejekční, aluviální nebo náplavový kužel) je tvar georeliéfu, který vzniká v místech, kde vodní tok unášející mnoho sedimentů náhle ztrácí schopnost je dále unášet, tj. vtéká do rovinatého území. Říční koryto se pak rychle zanáší, až se dostane nad úroveň okolního terénu a řeka přeloží své koryto do nižší polohy. Pokud se tento cyklus opakuje dostatečně dlouho, vznikne těleso sedimentů, jehož povrch odpovídá kuželové ploše.
Náplavové kužely se typicky tvoří v ústí bystřin do větších toků, pod ústím horských řek do podhůří nebo pod průlomovými údolími. Zvláštním případem náplavového kužele je říční delta.[zdroj?] Splynutím více náplavových kuželů vzniká piedmontní nížina.